# Tour de la Bank of China
La tour de la Bank of China (chinois traditionnel : 中銀大廈 ; chinois simplifié : 中银大厦 ; pinyin : zhōngyín dàshà) ; anglais : Bank of China Tower) est un des plus reconnaissables gratte-ciel de Hong Kong, en Chine. Elle abrite le siège de la Bank of China (Hong Kong). L’édifice se situe au 1 Garden Road, dans le district Central and Western de Hong Kong.
Construite sur les plans de l’architecte Ieoh Ming Pei, la tour mesure 305 m de haut avec deux mâts qui atteignent la hauteur de 367,4 m. Ce fut le plus haut édifice de Hong Kong et d’Asie entre 1989 et 1992, et elle constitue la première construction en dehors des États-Unis à dépasser les 305 m. Elle est désormais le quatrième plus grand immeuble de Hong Kong, après l'International Commerce Center, le Two International Finance Centre et le Central Plaza.

## Histoire
Le site de 6 700 m2 sur lequel la tour est construite est l'ancien emplacement de la maison Murray. Après que celle-ci fut démontée puis reconstruite brique par brique à Stanley, le site est vendu par le gouvernement pour 1 milliard de dollars hongkongais en août 1982, alors que les inquiétudes grandissent sur l'avenir de Hong Kong dans la période précédant le transfert de souveraineté.
Une fois terminée, la surface utile doit atteindre 100 000 m2. L'achèvement du projet initial est prévu pour la date de bon augure du 8 août 1988. Toutefois, en raison des retards du projet, la construction commence en mars 1985, avec presque deux ans de retard. La tour est terminée en 1989, et occupée en mai 1990.
L'immeuble est dans un premier temps construit pour la branche de Hong Kong de la Bank of China. Son entrée sur Garden Road continue d'afficher le nom de Bank of China, plutôt que Bank of China Hong Kong. Les quatre derniers et les 19 premiers étages sont utilisés par la banque, alors que les autres étages sont loués. La propriété du bâtiment a depuis été transférée à Bank of China Hong Kong, même si la Bank of China continue de louer quelques étages pour ses propres opérations à Hong Kong.

### Soupçons de favoritisme
Le gouvernement a apparemment donné un traitement préférentiel aux compagnies chinoises et a été critiqué pour le traitement offert à Bank of China Hong Kong.
Le prix payé constitue la moitié des 6 250 m2 de l'Amiral II, pour lequel MTR Corporation a dû débourser 1,82 milliard de dollars hongkongais comptant. La Bank of China voulait effectuer un versement initial de 60 millions, le reste devant être payable en 13 ans à un taux d'intérêt de 6 %. L'annonce de la vente maladroitement gérée s'est ensuivie d'une chute de confiance des entreprises. L'indice Hang Seng est tombé de 80 points et le dollar de Hong Kong a perdu 1,5 % de sa valeur le jour suivant.

## Conception et feng shui
Conçue par l'architecte lauréat du Prix Pritzker, Ieoh Ming Pei, la tour mesure 305 m de haut et possède deux mâts qui culminent à 367 m. Le bâtiment de 72 étages est situé près de la station Central (MTR). Elle fut la plus grande tour de Hong Kong et d'Asie entre 1989 et 1992, et la première construction de plus de 305 m en dehors des États-Unis. Elle est désormais la quatrième plus grande tour de Hong Kong, après l'International Commerce Center, le Two International Finance Centre et le Central Plaza.
Une petite plateforme d'observation est située au 43e étage du bâtiment et est ouverte au public.
L'expressionnisme structurel adopté pour la conception du bâtiment ressemble à la croissance de pousses de bambou, symbolisant les moyens d'existence et la prospérité. Toute la structure est supportée par cinq colonnes en acier situées aux coins de la tour, avec les cadres triangulaires transférant le poids de la structure sur ces cinq colonnes. Elle est couverte de murs de verre. Si son apparence distinctive en fait l'un des plus identifiables lieux de Hong Kong, elle fut source de controverse, comme la banque est le seul édifice majeur à Hong Kong pour avoir contourné la convention de consultation des maîtres de feng shui au cours de sa conception.
Le bâtiment a été critiqué par des adeptes de feng shui pour ses arêtes vives et sa symbolique négative par les nombreuses formes « X » dans sa conception originale, ce qui a poussé Pei à apporter des modifications pour tenir compte de ces remarques. Le profil du bâtiment de certains angles ressemble à celui d'un couperet. En feng shui, la tour est décrite comme une construction couperet et il n'est pas difficile de constater ceci en faisant face au bâtiment.

## Images

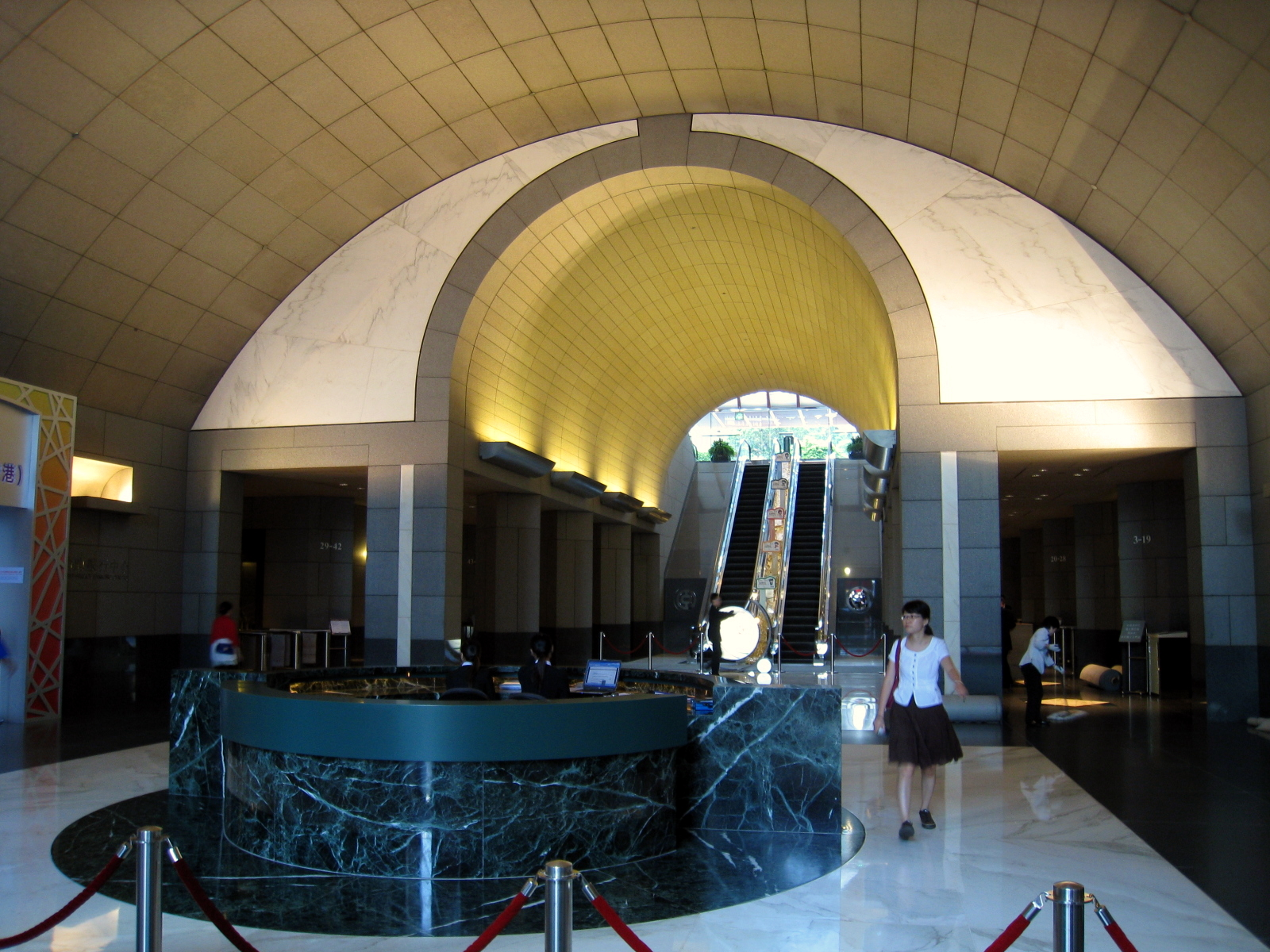
Hall d'entrée au rez-de-chaussée de la Tour de la Bank of China
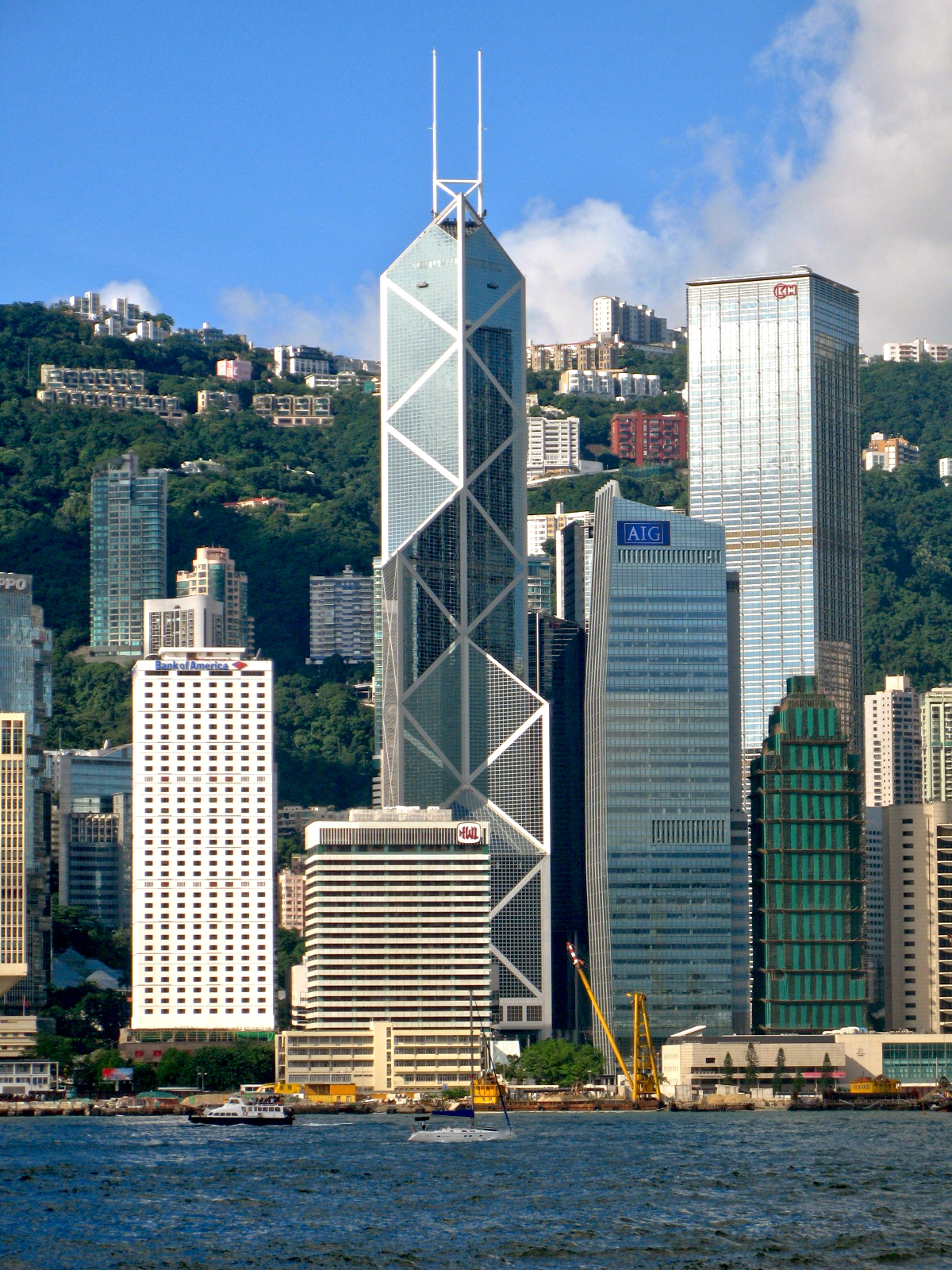
tour de la Bank of China le matin
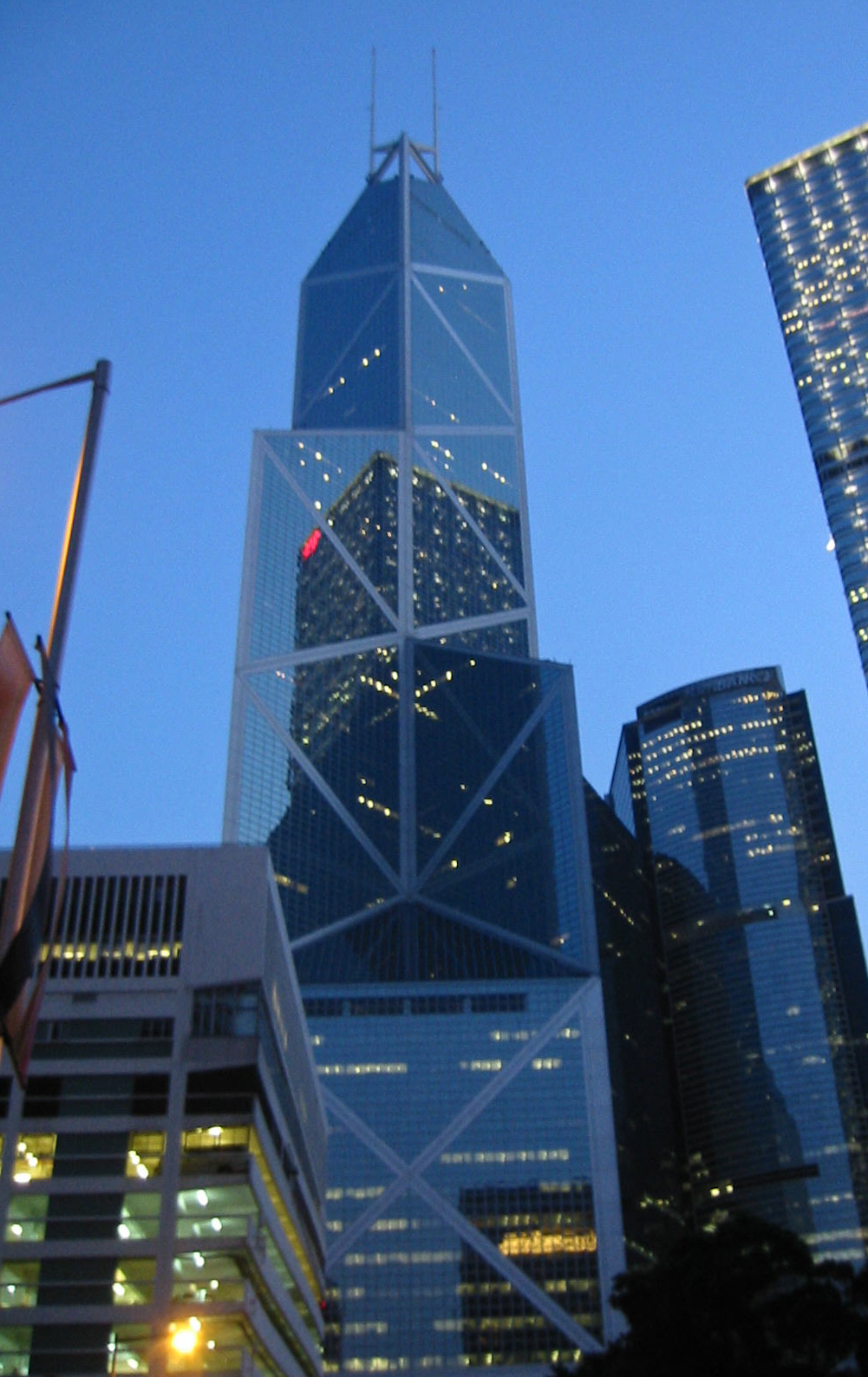
Tour de la Bank of China la nuit
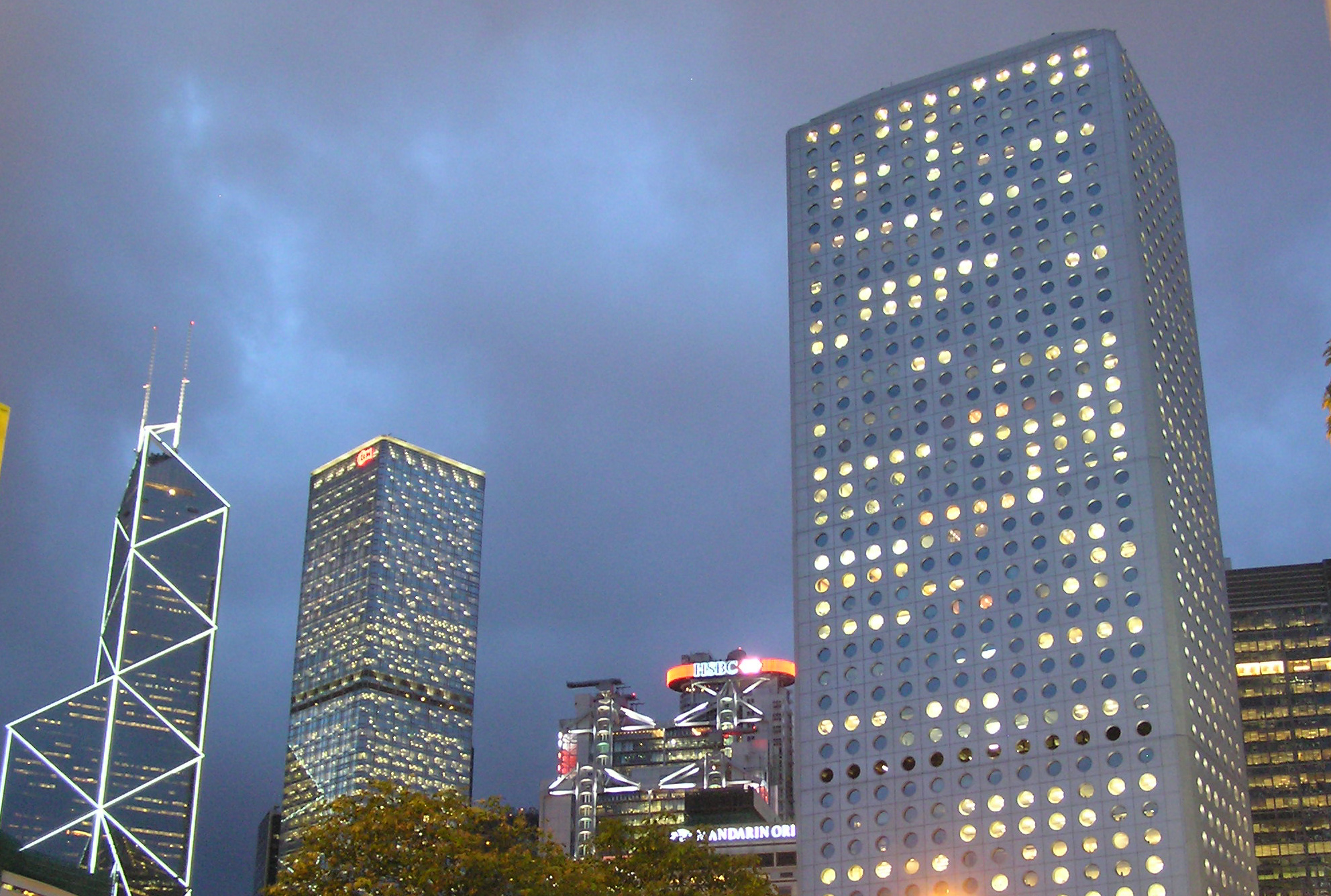
tour de la Bank of China (Premier bâtiment à gauche) aux côtés du HSBC Main Building, du Cheung Kong Center et du Jardine House.